# Icaria kohni
Icaria kohni är en getingart som beskrevs av François du Buysson 1909. Icaria kohni ingår i släktet Icaria och familjen getingar. Inga underarter finns listade i Catalogue of Life.